# Rogna
Rogna ist eine Gemeinde im französischen Département Jura in der Region Bourgogne-Franche-Comté.

## Geographie
Rogna liegt auf 780 m, etwa zehn Kilometer nordöstlich der Stadt Oyonnax (Luftlinie). Das Bauerndorf erstreckt sich im Jura, an aussichtsreicher Lage an einem nach Osten geneigten Hang hoch über dem Tal des Longviry, am Hang der Roche de Joux.
Die Fläche des 10,46 km² großen Gemeindegebiets umfasst einen Abschnitt des französischen Juras. Die östliche Grenze verläuft meist entlang dem Longviry, der in einem tiefen Tal nordwärts zur Bienne fließt. Vom Bachlauf erstreckt sich das Gemeindeareal westwärts über einen steilen Hang auf den breiten Höhenrücken von Rogna. Dieser überwiegend bewaldete Höhenrücken wird durch verschiedene Kuppen und Mulden untergliedert. Auf der Roche de Joux wird mit 960 m die höchste Erhebung von Rogna erreicht. Die nördliche Grenze verläuft im Bereich des Steilabfalls zum Tal der Bienne. Das Gemeindegebiet ist Teil des Regionalen Naturparks Haut-Jura (frz.: Parc naturel régional du Haut-Jura).
Nachbargemeinden von Rogna sind Vaux-lès-Saint-Claude und Chassal-Molinges im Norden, Larrivoire, Vulvoz und Choux im Osten sowie Viry im Süden und Westen.

## Geschichte
Rogna gehörte stets zur Herrschaft von Viry und teilte infolgedessen das Schicksal des Nachbardorfes.

## Sehenswürdigkeiten

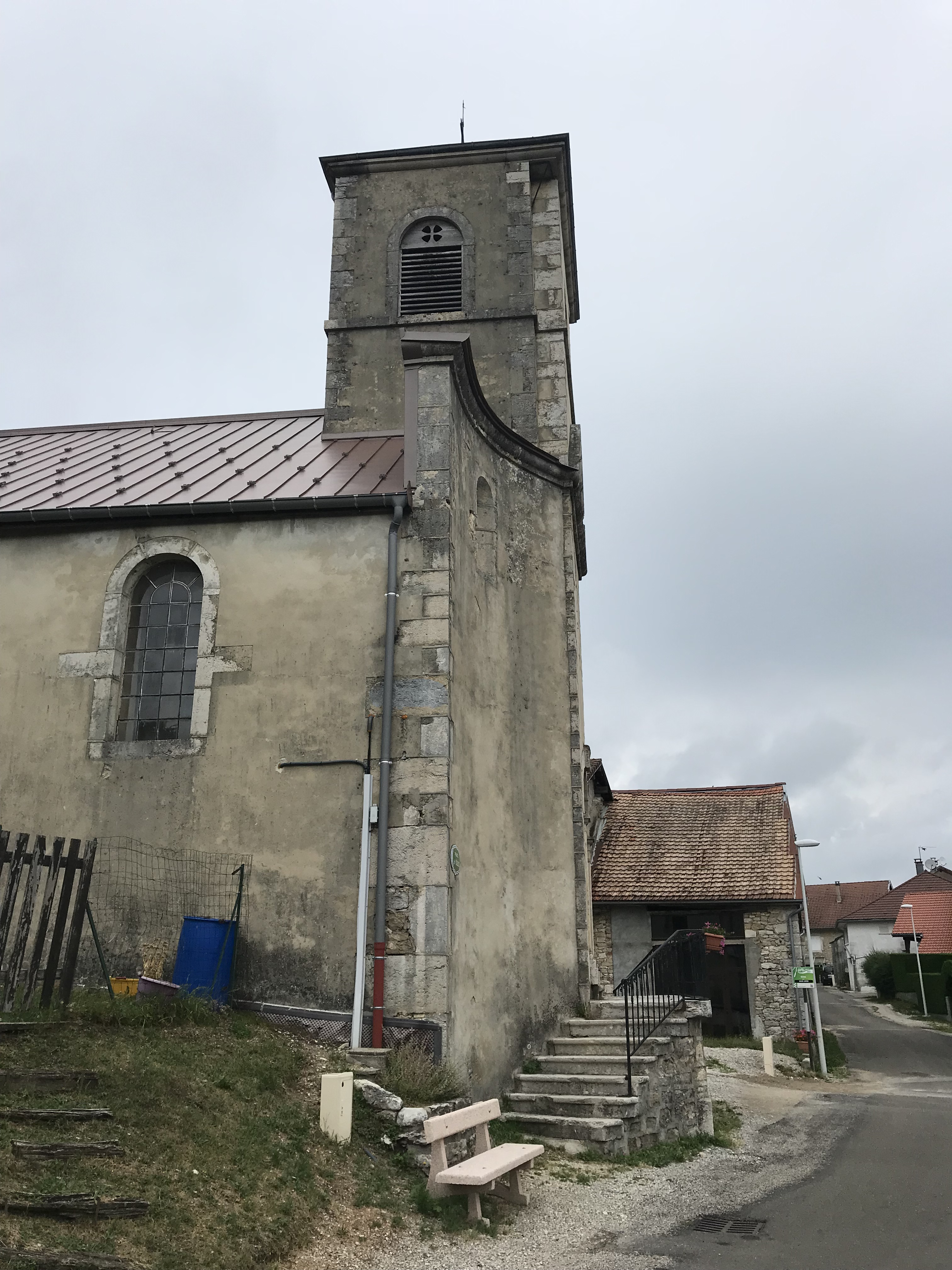
Kirche Décollation-de-Saint-Jean-Baptiste

Die Dorfkirche Décollation-de-Saint-Jean-Baptiste (Johannes’ Enthauptung) wurde 1780 an der Stelle eines mittelalterlichen Vorgängerbaus errichtet.

## Bevölkerung
| Jahr                       | 1962 | 1968 | 1975 | 1982 | 1990 | 1999 | 2008 | 2017 |
| Einwohner                  | 101  | 80   | 106  | 87   | 197  | 209  | 207  | 227  |
| Quellen: Cassini und INSEE |      |      |      |      |      |      |      |      |

Mit 236 Einwohnern (Stand 1. Januar 2022) gehört Rogna zu den kleinen Gemeinden des Départements Jura. Nachdem die Einwohnerzahl in der ersten Hälfte des 20. Jahrhunderts markant abgenommen hatte (1886 wurden noch 310 Personen gezählt), wurde seit Beginn der 1980er Jahre wieder eine deutliche Bevölkerungszunahme verzeichnet.

## Wirtschaft und Infrastruktur
Rogna war bis weit ins 20. Jahrhundert hinein ein vorwiegend durch die Landwirtschaft, insbesondere Viehzucht und Milchwirtschaft, sowie durch die Forstwirtschaft geprägtes Dorf. Daneben gibt es heute einige Betriebe des lokalen Kleingewerbes. Viele Erwerbstätige sind auch Wegpendler, die in den größeren Ortschaften der Umgebung ihrer Arbeit nachgehen.
Die Ortschaft liegt abseits der größeren Durchgangsstraßen. Erreichbar ist Rogna entweder von Viry oder von Molinges (im Tal der Bienne). Der nächste Anschluss an die Autobahn A404 (Saint-Martin-du-Frêne – Oyonnax) befindet sich in einer Entfernung von rund 13 km.